# 大島 (愛媛県今治市)
大島（おおしま）は、愛媛県に属する面積41.89km2（国土地理院による）の島。芸予諸島に属する。行政区分は越智郡吉海町と宮窪町の2町に分かれていたが、2005年1月16日に今治市などとの合併により同市の一部となった。旧町時代には伯方島、大三島とともに三島五町と総称されていた。
島の北東部の宮窪地域は、中世に瀬戸内海を舞台として縦横に活躍した村上水軍（能島村上水軍）が本拠をおき、水軍遺跡や言い伝えも多数ある。これにちなみ、宮窪港を会場に村上水軍にちなんだ水軍レースなどのイベントが毎年7月に開催され、多くの人でにぎわう。特産品には大島石等がある。

## 自然

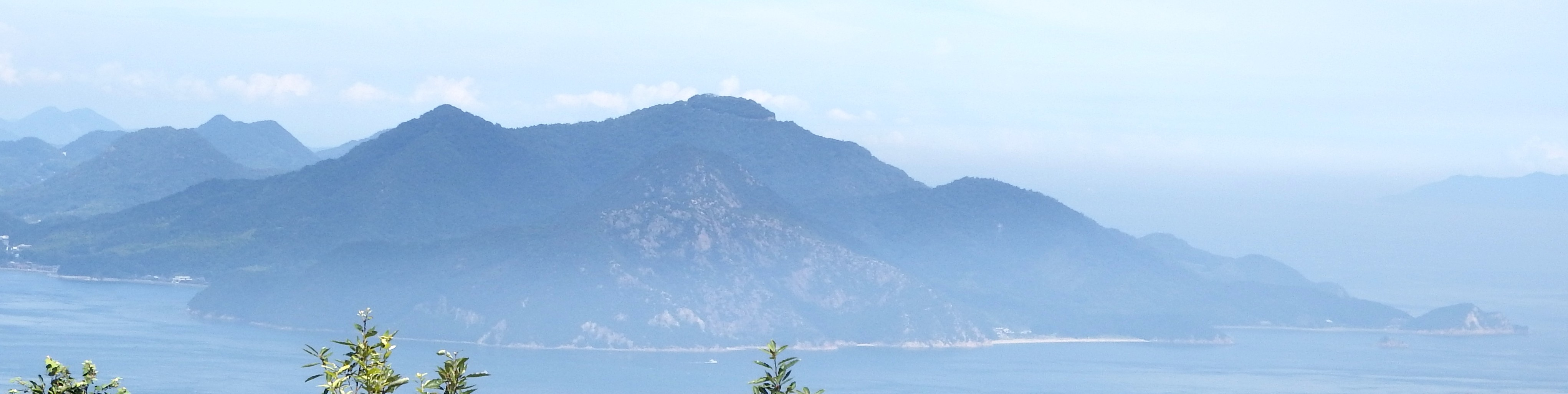
近見山より亀老山を臨む

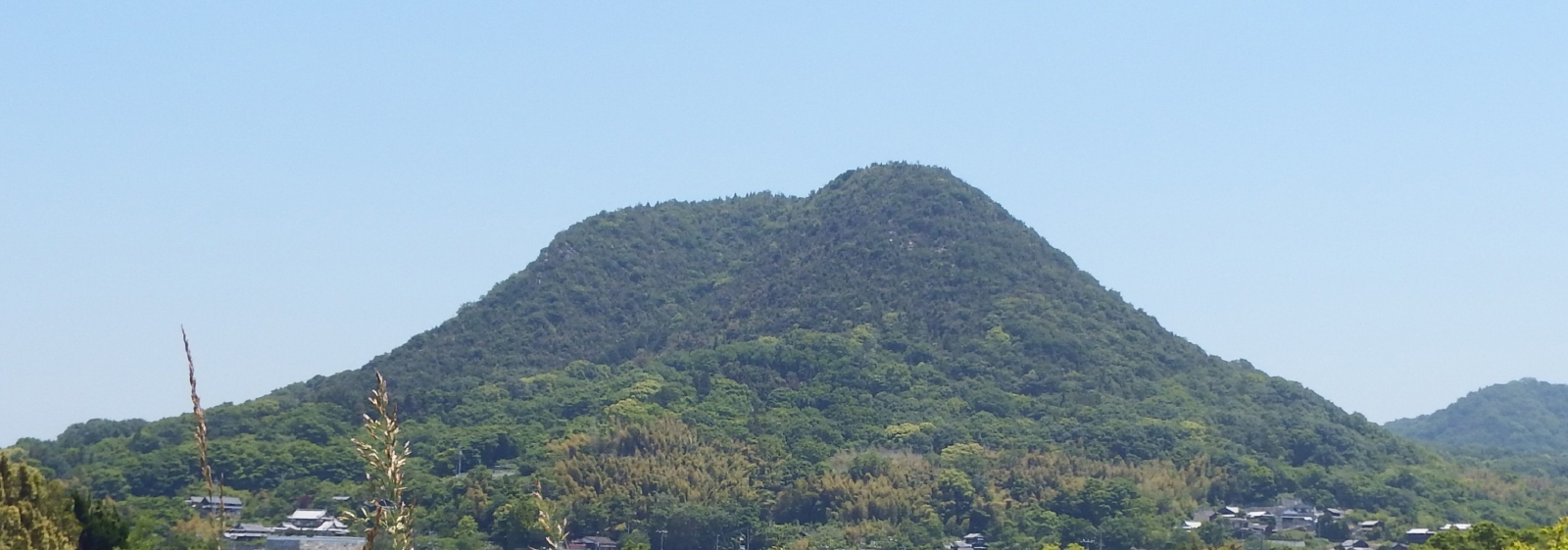
八幡山

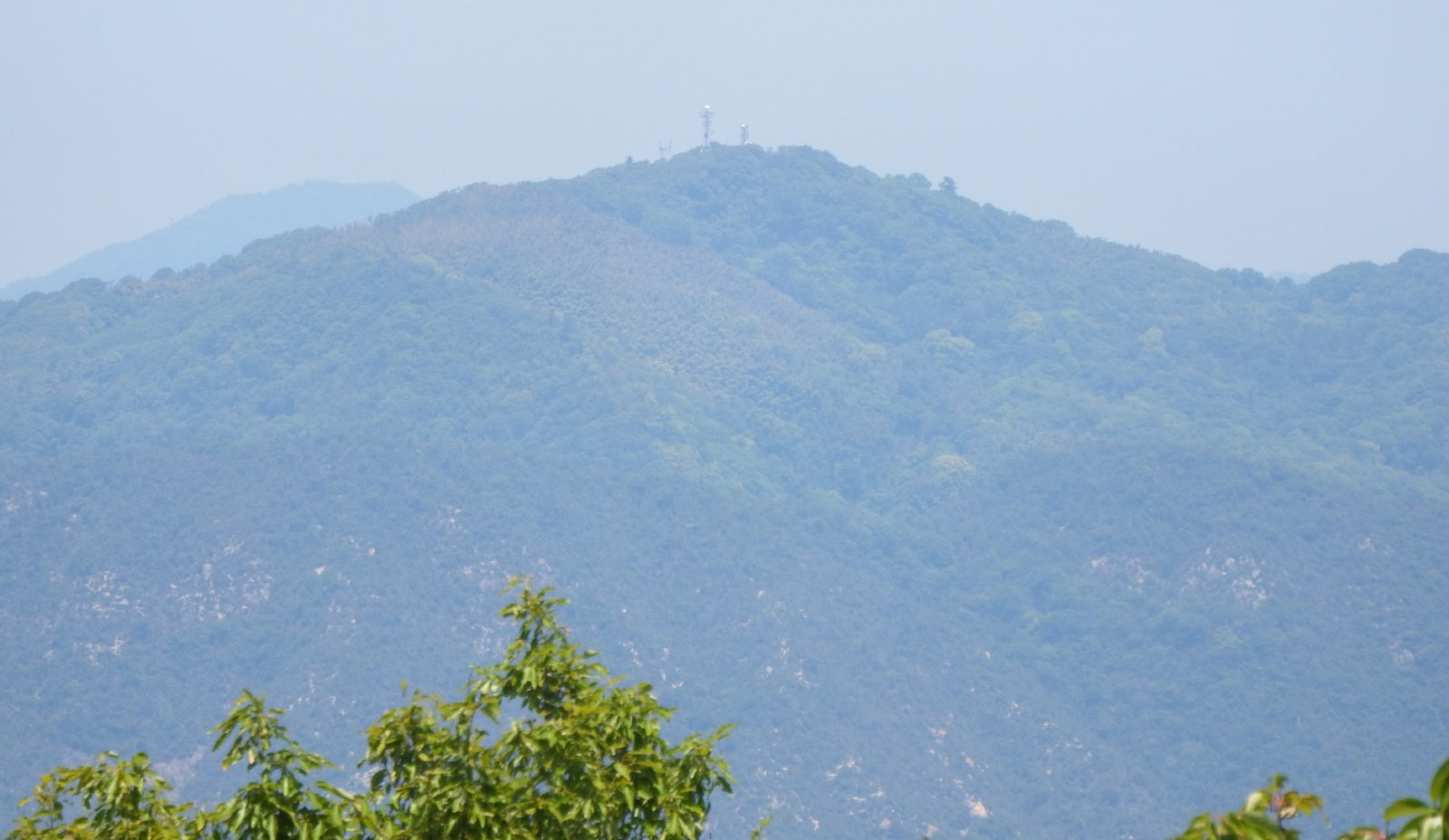
念仏山

- 山 - 亀老山（きろうさん）標高301.1m、八幡山（やわたやま）標高215m、念仏山（当島最高峰）標高381.6m
  - 亀老山からの来島海峡の眺望は名高い。来島海峡大橋が眼下に見渡せる。暮れなずむ瀬戸内海の眺望。
- 属島 - 津島、鵜島、武志島　能島など
  - 近くの島々との海峡は潮流も急で、特に四国との間の来島海峡は急潮として知られる。
- 芸予諸島の島の中では、例外的に平地にも恵まれ、旧吉海町の中心部近くでは水田耕作も行われている。

## 社会

### 通勤・通学圏
- 今治市中心部に近いことから、今治の通勤圏となっている。

### 学校
小学校
- 今治市立吉海小学校
- 今治市立宮窪小学校

2009年2月に公表された今治市の通学区域町制審議会の案では両校を統合し1学校とする案が示されている。この方針によれば、島で1校となる。
中学校
- 今治市立大島中学校 - 以下の2校を統合し、2015年4月1日に開校した。
  - 今治市立吉海中学校
  - 今治市立宮窪中学校

高等学校
愛媛県立今治南高等学校大島分校　- 2009年3月末をもって閉校された。

## 産業

### 第一次産業
- 農業: 柑橘類 - 名駒みかんは有名。
- 水産業 - 宮窪港ほか

### 第二次産業
- 造船業（島内に造船所、旧・吉海町）
- 石材業（大島石の産地として知られる、旧・宮窪町）
- 縫製業

### 第三次産業
- 特に記すべきものなし。

## 文化
- 島四国八十八ヶ所
- 宮窪地域には、健聴者・聴覚障碍者関係なく用いられる独特の手話文化がある（宮窪手話）。しかし、近年では使用者が激減している。

## 交通

### 道路

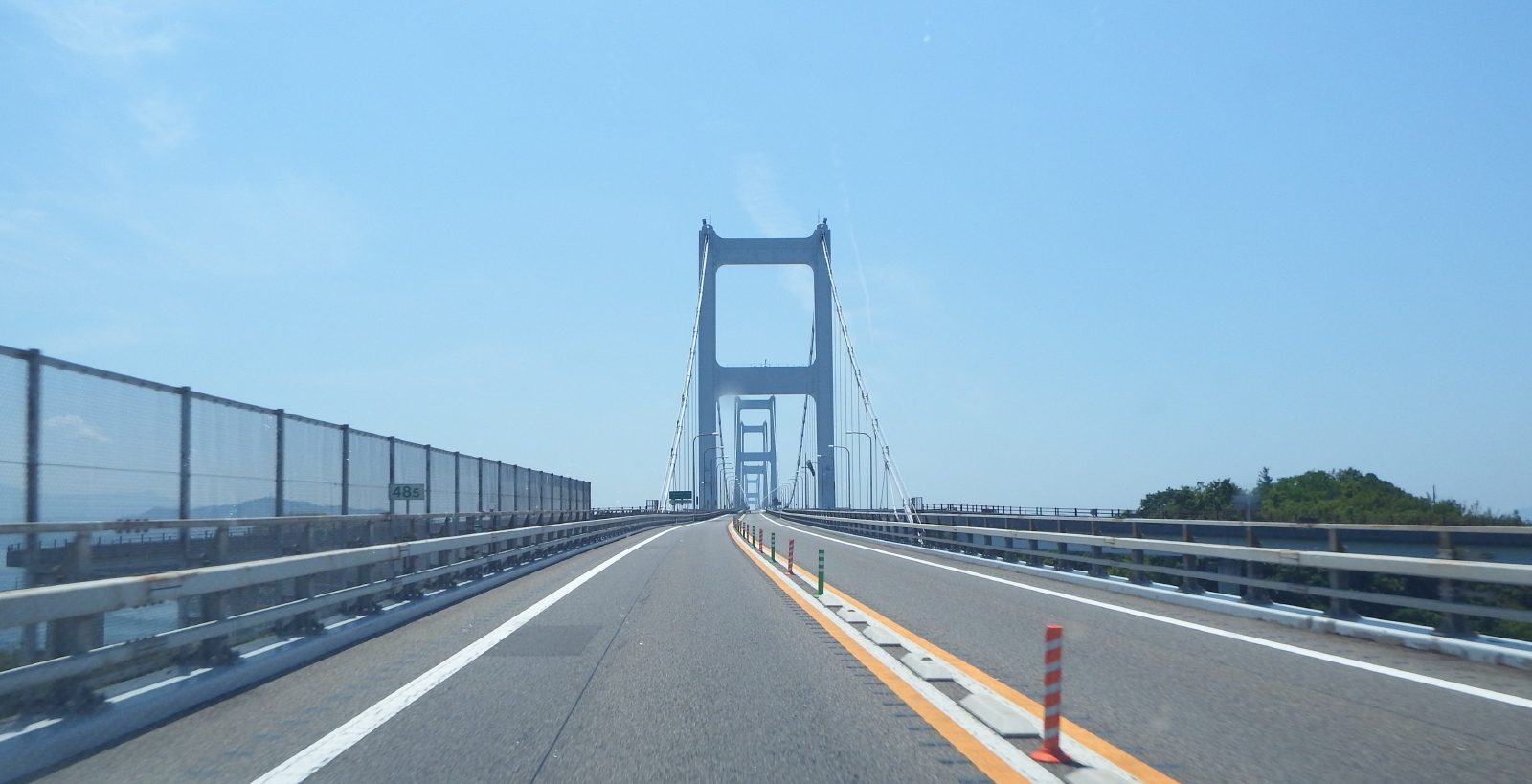
大島から来島海峡大橋へ

- 高速道路

本州四国連絡道路の1つ、しまなみ海道（西瀬戸自動車道）が通る島の1つであり、伯方・大島大橋で伯方島と、来島海峡大橋で四国本土と結ばれている。
島内には大島北IC・大島南ICの2つのインターチェンジがある。この両インターチェンジを結ぶ道路（大島道路）は、2005年度末に開通予定であったが、延期となり、2006年4月24日に開通した。
- 国道

国道317号
- 県道

愛媛県道49号大島環状線
愛媛県道337号名駒友浦線

### バス
島内の路線バスは瀬戸内海交通が運行している。島内に大島営業所を設置。
また、今治桟橋・今治駅と大三島を結ぶ急行バスが島内を経由しているほか、瀬戸内運輸（せとうちバス）の今治桟橋と大三島間を結ぶ特急バスが島内を経由し、一部の便は今治桟橋を経て松山市駅まで運行する。

### 海上交通
下田水港（しただみ-）
島の西岸にあり、来島海峡に面している。今治港との間にカーフェリーがシャトル運航されている。
しまなみ海道の橋脚下に位置し海道と熾烈な競争を繰り広げ、「橋より安い」をキャッチフレーズとし、島内に大きな看板を掲げるなど、利用客の確保を図り、高校生の通学や、今治中心街への通勤客等に利用されてきた。しかしながら、次第にしまなみ海道へのシフトが進み、また高速道路料金の値下げなどもあり、2009年5月からは運航している協和汽船では2隻を1隻に減船し、一日22便から10便に減便する。一方、高速船は3便から9便に増やす。2011年3月1日からフェリー便を休止し高速船のみでの運航に変わった。
友浦港
島の東岸にあり、今治〜因島航路が寄港している。
宮窪港
島の北岸にあり、隣の伯方島への航路が発着しているが、事実上両島の間にある鵜島への足である。
吉海港
島の西側の入り江内にある。属島の津島への航路がある。えひめ瀬戸内リゾート開発構想にもとづき愛媛県によりマリーナ等の整備が計画されたが、同構想も休止され、凍結状態となっている。
早川港
島の北西岸にある。かつて今治港-大三島方面の航路が寄航していた時期があった。

## 観光

### 名所・旧跡

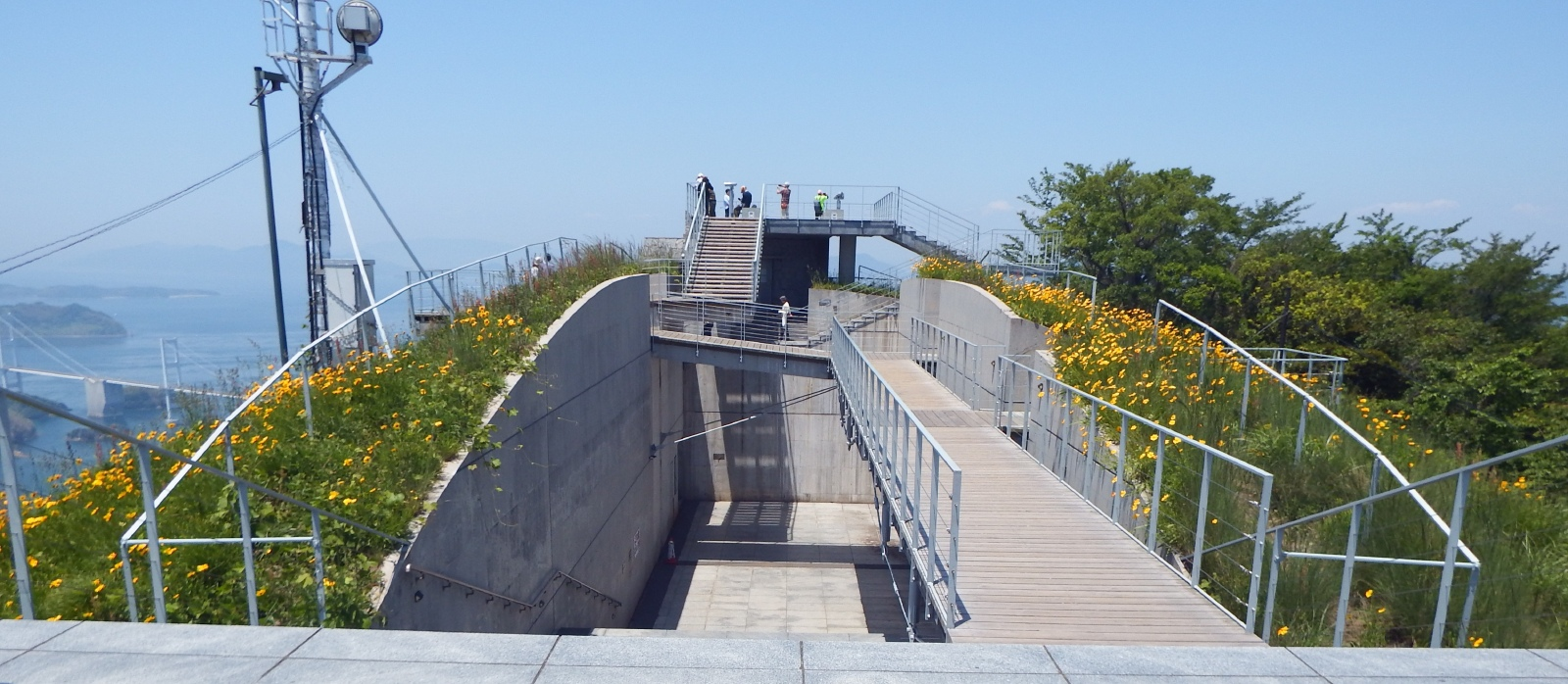
亀老山展望公園 展望台

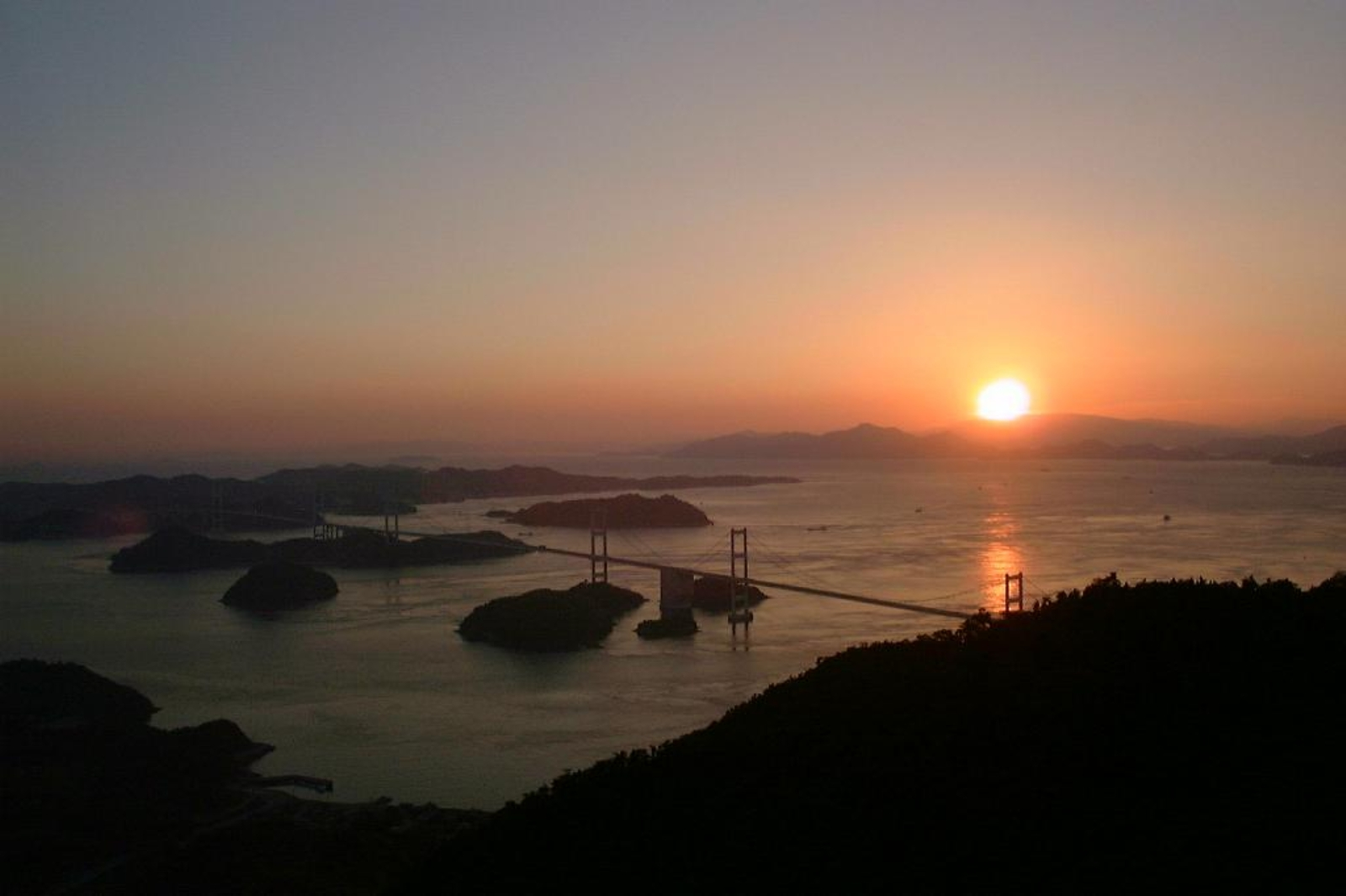
亀老山展望台からの夕景

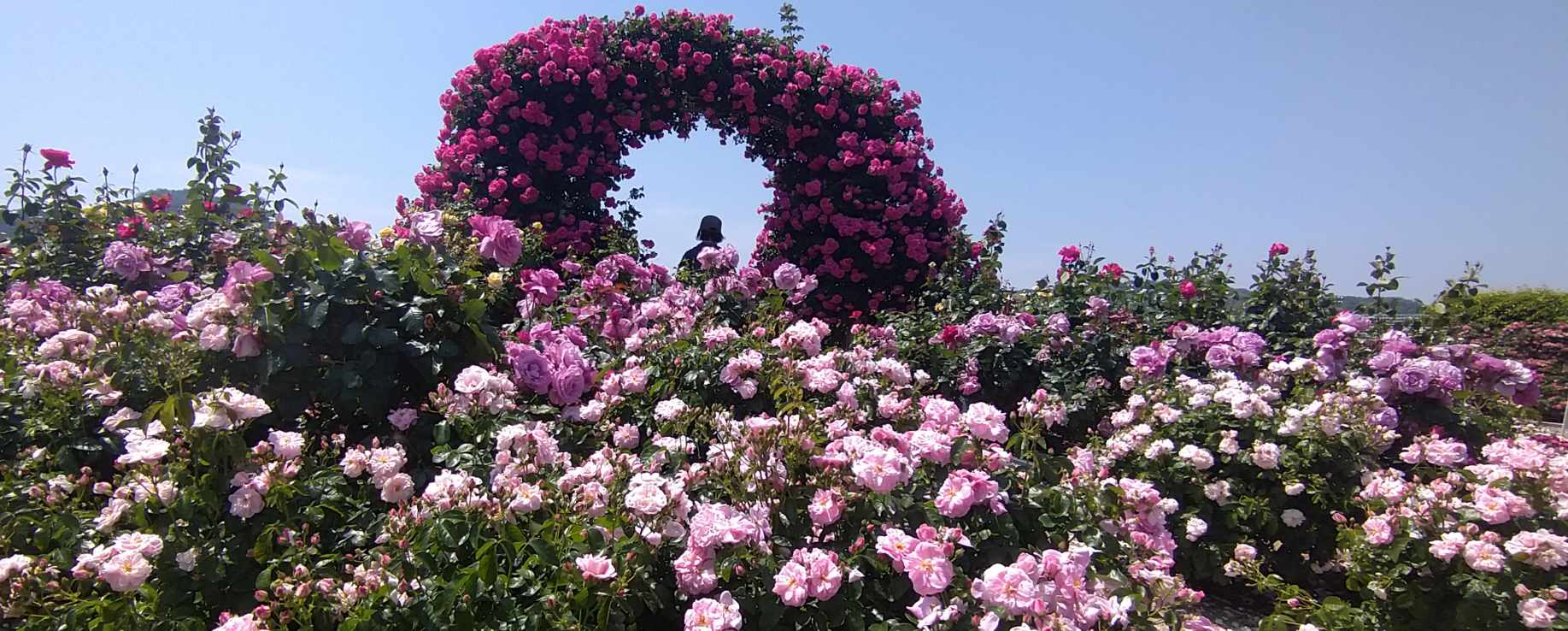
よしうみバラ公園

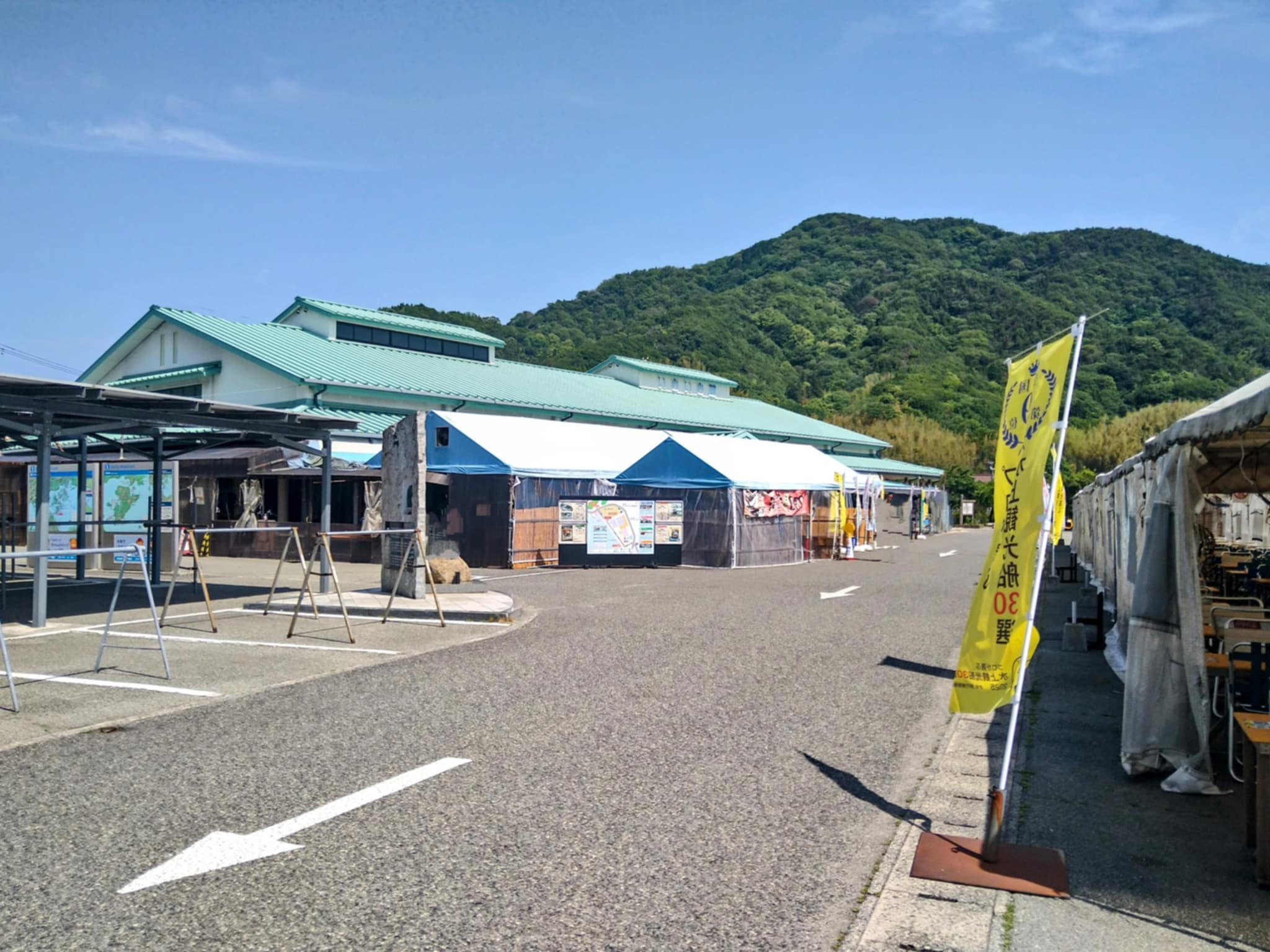
道の駅よしうみいきいき館

南部
- 亀老山展望公園

亀老山の山頂に展望台があり、来島海峡を眼下に見おろすことが出来る。展望台直下に無料駐車場有り。
- 来島海峡大橋

冬至の頃、三連吊橋である来島海峡大橋の主塔の間に沈む夕日が見られる。ただし、展望公園等は用意されていないので、見るには本四道路会社の開催する特別イベントに参加する必要がある。
- よしうみバラ公園

入園料無料。世界各地のバラ約6,500株が植えられており、季節折々に人々の目を楽しませ、最盛期の5月中旬には一帯がバラの甘い香りに包まれる。ローズ館やバラ苗販売所が隣接。

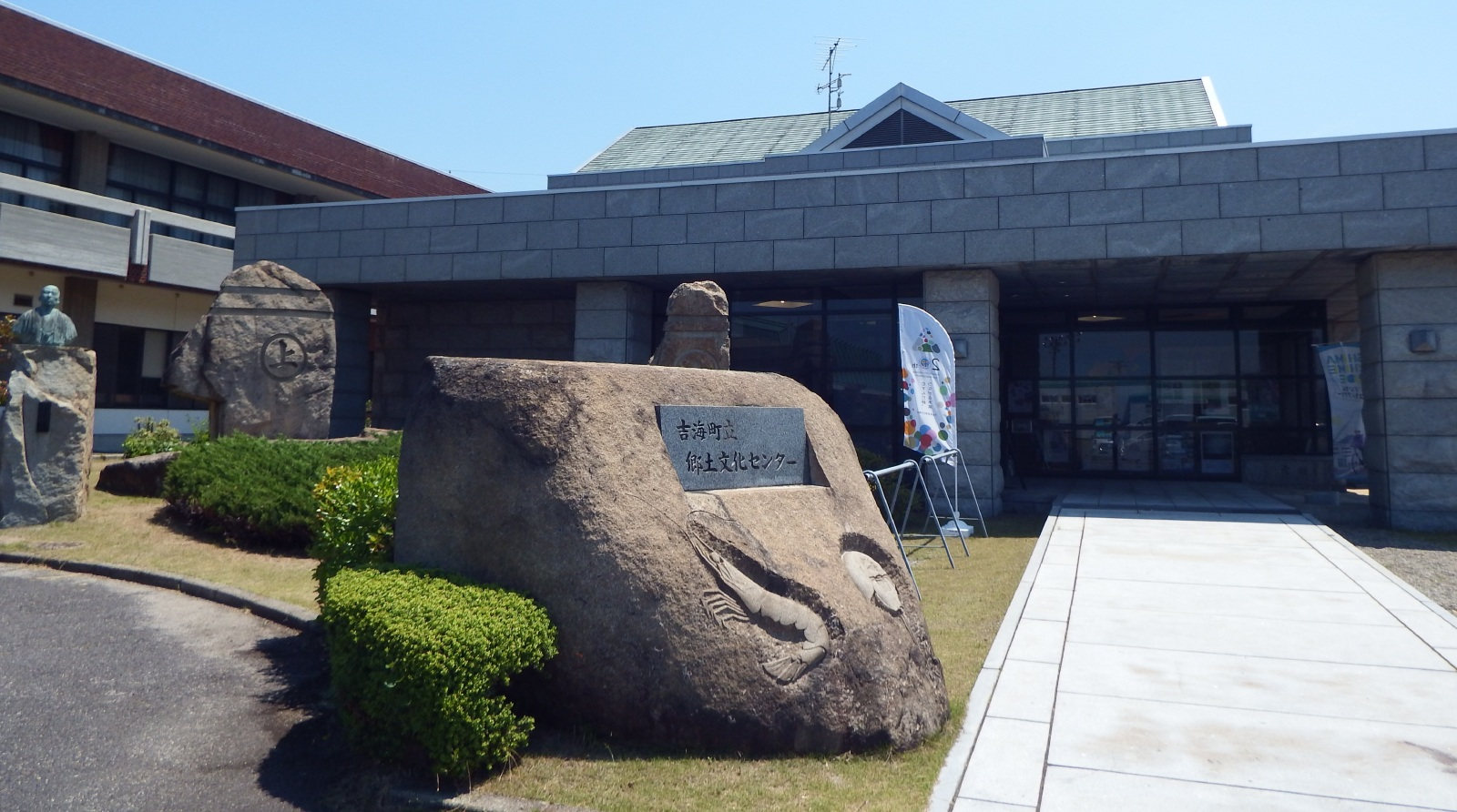
吉海郷土文化センター

- 吉海郷土文化センター（野間仁根バラのミュージアム）

バラ公園に隣接。1989年（平成元年）にオープンした、当地特産の大島石の「硬・鋭・朴・柔」の「調和的融合」を生かした、ふるさとの文化の殿堂「石の舘」である。鮮やかな色づかいで知られる、島出身の洋画家・野間仁根（のまひとね）の絵画約80点を中心に、地元出身作家の書画、村上水軍にちなんだ出土品、今治藩主の寄進物や武具・民具などを展示している。
- 道の駅よしうみいきいき館

海鮮レストラン、海鮮七輪バーベキュー、しまなみ来島海峡遊覧船
北部
- カレイ山展望台
- 村上海賊ミュージアム
- 能島城跡（鵜島） 村上水軍の一系統である能島村上水軍の本拠地と伝えられる。

### 祭り・イベント
- 島四国八十八ヶ所
- 水軍レース
- 潮流体験

## 名産
- 鯛
- 大島石 - 墓石用として有名
- みかん 名駒（地名）のみかんなど